# Кургантепа (місто)
40°44′ пн. ш. 72°46′ сх. д. / 40.733° пн. ш. 72.767° сх. д.
Кургантепа́ (узб. Қўрғонтепа, Qoʻrgʻontepa) — місто (з 1976 року) в Узбекистані, центр Кургантепинського району Андижанської області. Залізнична станція Савай на лінії Андижан I — Карасу-Узбецький. Населення 19 565 осіб (перепис 1989).
У місті працюють бавовноочисний та інструментальний заводи, швейна фабрика.